# Sepiola affinis
Sepiola affinis Naef, 1912 è un mollusco cefalopode appartenente alla famiglia Sepiolidae.

## Distribuzione e habitat
Proviene dal mar Mediterraneo. Si trova spesso insieme a Sepiola intermedia e Sepietta oweniana, nelle zone con fondali sabbiosi. È stata segnalata in Grecia, ma non è comune nel Mediterraneo orientale, mentre si trova facilmente nel mar Tirreno. È demersale e difficilmente si trova a profondità elevate; può però raggiungere i 150 m di profondità.

## Descrizione
Presenta un corpo di una colorazione marrone, talvolta violacea, ma può cambiare colore con rapidità. Gli 8 tentacoli sono corti, le braccia tentacolari retrattili hanno una fila di cromatofori e 6 di ventose. Solitamente il mantello non supera i 25 mm.

## Biologia

### Comportamento
È una specie notturna. Vive prevalentemente nelle zone con fondali sabbiosi o fangosi dove può sotterrarsi di giorno; spesso insieme a Sepiola intermedia.

### Riproduzione
È ovipara, e le uova misurano circa 2,2 mm.

## Conservazione
Questa specie viene classificata come "dati insufficienti" (DD) dalla lista rossa IUCN perché in alcune località viene pescata ma non si hanno informazioni precise sulla popolazione.